# Wave (альбом Антоніу Карлуса Жобіна)
Wave — четвертий сольний альбом Антоніу Карлуса Жобіна, випущений 1967 року лейблом CTI Records.
Під час створення альбому CTI Records була дочірньою компанією A&M Records. Засновника CTI Records продюсера Кріда Тейлора пов'язувала з Томом Жобімом дуже плідна попередня співпраця, тому одним з перших записів щойно створеного лейблу став саме альбом Жобіма.
Альбом записано у Сполучених Штатах з американськими музикантами і аранжовано Клаусом Огерманом. Том Жобім грає на фортепіано та гітарі у супроводі таких видатних джазових виконавців, як Рон Картер (контрабас), Дом Ум Роман, Боббі Розенгарден та Клаудіо Слон (ударні), Джозеф Сінгер (труба), Рей Бекенштейн, Ромео Пенк, Джером Річардсон (флейти), Урбі Грін і Джиммі Клівленд (тромбони). Композиція «Wave» дотепер є однією з найпопулярніших пісень у світі.
В присвяченому альбому огляді Кріса Мея (All About Jazz) відзначається, що, попри участь визнаних джазменів, альбом лише з великою натяжкою може вважатися джазовими. Тривалість більшості треків не перевищує трьох хвилин, що лишає зовсім мало місця для імпровізації, до того ж значним є внесок струнного оркестру під керівництвом Клауса Огермана. З усім тим, загалом Мей оцінює альбом дуже високо, як «вишуканий делікатес», композиції «Wave» і «Triste» фактично стали стандартами, а інші, хоча і менш відомі, також мають найвищий ґатунок. На думку оглядача, попри обмеженість вокальних здібностей Жобіма, власні пісні він виконує чарівно, його спів надає «Lamento» особливої душевності.
Річард С. Гінелл (AllMusic) також надав альбому найвищу оцінку за «першокласні мелодії, що … і сьогодні звучать свіжо». На його погляд, особливої уваги заслуговує «Batidinha», в якій інтуїтивне співробітництво Жобім/Огерман досягає свого піку.
В рік видання Wave посів 5 місце в чарті Jazz Albums і наступного, 1968, року — 114 місце в чарті Billboard 200. 2007 року журнал Guitar Player назвав Wave одним з 40 найважливіших альбомів, випущених на американському ринку за останні 40 років. Того ж року часопис Rolling Stone Brasil включив альбом Wave до списку «100 головних альбомів бразильської музики» (порт. «Os 100 Maiores Discos da Música Brasileira»).

## Список композицій
| Трек | Назва             | Автори                                   | Тривалість |
| ---- | ----------------- | ---------------------------------------- | ---------- |
| A1   | «Wave»            | Антоніу Карлус Жобін                     | 2:50       |
| A2   | «The Red Blouse»  | Антоніу Карлус Жобін                     | 5:00       |
| A3   | «Look to the Sky» | Антоніу Карлус Жобін                     | 2:15       |
| A4   | «Batidinha»       | Антоніу Карлус Жобін                     | 3:12       |
| A5   | «Triste»          | Антоніу Карлус Жобін                     | 2:02       |
| B1   | «Mojave»          | Антоніу Карлус Жобін                     | 2:20       |
| B2   | «Dialogo»         | Антоніу Карлус Жобін                     | 2:48       |
| B3   | «Lamento»         | Антоніу Карлус Жобін, Вінісіус ді Морайс | 2:41       |
| B4   | «Antigua»         | Антоніу Карлус Жобін                     | 3:05       |
| B5   | «Captain Bacardi» | Антоніу Карлус Жобін                     | 4:27       |

## Виконавці
- Антоніу Карлус Жобін — фортепіано, гітара, клавесин, вокал
- Клаус Огерман — аранжувальник і диригент
- Рон Картер — контрабас
- Ейб Кесслер, Чарлз Мак-Кракен, Джордж Річчі, Гарві Шапіро — віолончелі
- Бернард Ейхен, Еммануель Грін, Джин Орлофф, Гаррі Лукофскі, Ірвінг Спайс, Джозеф Маліньяджи, Джуліус Гелд, Лео Кручек, Льюїс Елі, Луїс Габер, Луїс Стоун, Пол Гершман, Рауль Полякін — скрипки
- Боббі Розенгарден, Клаудіо Слон, Домум Роман — барабани
- Урбі Грін, Джиммі Клівленд — тромбони
- Джером Річардсон, Рей Бекенстейн, Ромео Пенк — флейти, піколо
- Джозеф Сінгер — валторна